# Nasr II ibn Àhmad
Nasr II ibn Àhmad ibn Ismaïl Amir al-Said (L'emir Feliç) fou un emir samànida de Transoxiana i Khurasan que va governar del 914 al 943.
El seu pare Àhmad ibn Ismaïl va morir assassinat el gener del 914 per un grup de turcs de la seva guàrdia de palau suposadament molestos pels contactes excessius de l'emir amb els ulemes, en un complot que segons l'historiador Gardizí estava dirigit pel secretari de la cort Abu-l-Hàssan. El seu successor fou el seu fill Nasr ibn Àhmad que era menor d'edat (tenia només 8 anys) i van esclatar disturbis; el seu oncle Ishaq ibn Àhmad va sortir de la presó on havia estat tancat per l'anterior emir i es va revoltar a Samarcanda reclamant el tron i encunyant moneda; els safàrides van recuperar el poder a Sistan i els alides es van consolidar al Tabaristan sota Hàssan al-Utruix. El comandant en cap de l'exèrcit samànida, Ḥamuya ben Ali va haver de dirigir una o dues expedicions a Samarcanda fins a aconseguir capturar al rebel que gaudia de un considerable suport popular (915); fet presoner fou enviat a Bukharà. El seu fill Abu-Sàlih Mansur ibn Ishaq s'havia revoltat al Khurasan apoderant-se de diverses places incloent la capital Nixapur; les forces lleials samànides el van intentar desallotjar i no ho van aconseguir; Mansur va morir però el seu lloctinent Husayn ben Ali Marwazi va agafar la direcció de la revolta i va resistir fins al 918. Un altre fill d'Isḥaq, Ilyas, va fugir de Samarcanda i es va refugiar a Fergana on es va revoltar uns anys després (922) però fou derrotat fàcilment per un exèrcit enviat des de Bukharà dirigit per Abu Amr Moḥammad ben Asad. Ilyas es va dirigir aleshores a Xaix (Šāš) on va obtenir la cooperació del governador damànida local, Abu'l-Fathl ben Abi Yusof i va poder fugir a Kaixgar sota la protecció del dikhan local que tenia el nom (turc) de Toḡan-tegin que podria ser un uigur; finalment va tornar a Bukhara sota garantia d'immunitat concedida per l'emir Nasr II.
El primer visir fou l'il·lustrrat i competent Abu Abd Allah Muhammad ibn Ahmad al-Djayhani, que va exercir la regència en nom de l'emir. Després fou breument visir Abu-l-Fadl ibn Yaqub an-Naysaburí fins que el 922 va pujar al poder el visir Abu l-Fadl Muhammad ibn Ubayd Allah al-Balami que va ocupar el càrrec fins al 937/938. L'historiador Naršaḵi diu que sota aquest visir la khutba es va llegir en nom de Naṣr, no només a Transoxiana i Khurasan sinó també a Fars, Kirman, Ṭabaristan, Gurgān i l'Iraq Ajamí (o sigui Rayy i dependències del nord de Pèrsia). Al-Djayhani va tornar al càrrec del 938 al 941. El primer fou un gran administrador (i culturalment un destacat geograf) però va perdre el càrrec el 922 per les seves presumptes tendències alides o maniquees; Abu'l-Fadl al-Balami fou si cap, millor administrador encara que l'anterior.
L'exèrcit samànida va lluitar a la part occidental contra els alides i ziyàrides del Tabaristan i guerrers daylamites com Asfar ibn Shiroya o Maqan ibn Kaki, a vegades amb èxit, però la seva autoritat a Rayy fou precària. El 930 va esclatar una revolta a Bukharà en favor dels germans de l'emir, Yahya, Ibrahim i Mansur que aquest tenia empresonats, i un d'aquestos, Yahya ibn Nasr, fou posat al tron. Foren alliberats per un pastiser complice i van comptar amb el suport del ayyars (dirigits per l'antic rebel Husayn ben Ali Marwazi), dels alides i dels daylamites,, però no es va poder sostenir per l'habilitat del visir enfrontant als germans entre ells. Poc després (930) el govern de la província de Khurasan fou concedida a un magnat local del Saghaniyan o Čaḡāniyān, Moḥtājid Abu Bakr Moḥammad, al que poc després va succeir el seu fill Abu Ali (939); d'aquests nomenaments va derivar la influència dels anomenats saghanis o čaḡānis en les dècades següents (el 945 fou destituït però es va negar a entregar el relleu al general turc Ibrahim ben Simjur i es va unir a la revolta de l'oncle de l'emir, Ibrahim ben Ahmad; el 947, per poc temps, van aconseguir dominar Bukharà i l'emir Nuh va haver de fugir a Samarcanda, però una revolta popular a Bukharà va expulsar a Ibrahim i Nuh va poder tornar; Ibrahim i dos germans foren cegats; Abu Ali es va retirar a la capital del seu principat, Caghaniyan, que fou squejada, però les accions de resistència d'Abu Ali van aconsellar a Nuh de fer la pau el 948; Abu Ali va conservar el principat; Khurasan estava governat per Ibrahim al-Simjuri que va morir aquell mateix any i el va succeir interinament Mansur ben Kara Tegin que va morir el 952 i aleshores Abu Ali va recuperar el govern de Khurasan; va lluitar contra els buwàyhides i va fer un pacte amb aquestos a Rayy que va desagradar a l'emir zitàrida Wuixamguir que el va acusar davant l'emir de Bukharà d'estar d'acord amb l'enemic; fou deposat com a governador però no ho va acceptar i es va posar al servei dels buwàyhides que van obtenir del califa la concessió d'un diploma que li concedia el govern del Khurasan i a la mort de Nasr II el 954 estava a punt d'esdevenir independent quan va morir el 955 i Khurasan va poder tornar als samànides) 
El 933 els ziyàrides van restituir el Gurgan i van pagar tribut per Rayy. Wuixamguir ibn Ziyar va succeir al seu germà Mardawidj ibn Ziyar (928-935) el 935 i va reconèixer la sobirania samànida. El 937/938 el fill d'Abu Abd Allah Muhammad ibn Ahmad al-Djayhani, de nom Abu Ali ibn Muhammad ibn Muhammad al-Djayhani va pujar al poder com a visir, fins al 941. En aquest temps es va instal·lar a Transoxiana una dawa ismaïlita fatimita, dirigida pel dai Muhammad ibn Ahmad Nakhshabi (o Nasafi) que va intentar convertir a l'emir. Entre els conversos hi havia el destacat comandant Husayn ben Ali Marwazi i el cortesà Muhammad ben Ahmad Nakhšabi (o Nasafi). Nakhšabi va convertir a diversos membres d'alt nivell del cercle cortesà i s'estava acostant a l'emir.
Va morir, suposadament de mort natural (tuberculosis), el 6 d'abril del 943; una versió dels fets diu que alguns oficials molestos per la influència del dai fatimita van preparar un complot per assassinar-lo, però el fill de l'emir, Nuh ibn Nasr, van tenir notícies del que es preparava i va anar a un banquet organitzat pels conspiradors on havien de decidir el lloc en el qual l'emir havia de ser assassinat, i va matar a tots els caps dels conspiradors (incloent Nakhšsabi i Marwazi) que estaven allí reunits, i per calmar a la resta d'oficials va prometre que aturaria l'activitat dels missioners; llavors va convèncer el seu pare d'abdicar al seu favor i l'emir hauria mort no gaire després.
Fou clement, just, liberal i patró de les lletres i les ciències i sota el seu regnat es va produir un renaixement de la literatura i la cultura neopersa.
Els governadors i els prínceps vassalls tenien la tasca de recaptar impostos i aportar tropes. La província principal era Khorasan que inicialment governaven parents de l'emir i després els seus ghulams turcs; al final el càrrec va passar a un príncep de la dinasta Muthaj de Caghaniyan; el títol dels governadors del Khurasan era "sipah-salar" (àrab: sahib al-juyush) equivalent a comandant en cap (o més exactament a comandant de l'exèrcit principal).